# Wade Mainer
Wade Mainer (født 21. april 1907, død 12. september 2011) var en amerikansk sanger og banjospiller. Med sit orkester Sons of the Mountaineers var han anerkendt for at bygge bro mellem den oprindelige musik fra bjergene og bluegrass og kaldes undertiden "Bluegrassens bedstefar". Desuden opfandt han en to-finger anslagsstil på banjoen, hvilket var en forløber for moderne tre-finger anslagsstilarter i bluegrass.
Mainer var oprindeligt fra North Carolina, og hans vigtigste musikalske påvirkninger stammede fra den musik fra bjergene, som hans familie dyrkede. Hans karriere begyndte i 1934 og spændte over næsten seks årtier, Mainer begyndte som medlem af sin brors orkester, men senere etablerede han sit eget ensemble, Sons of the Mountaineers, med hvem han spillede indtil 1953, hvor hans kristne livssyn blev mere vigtig for ham, og han forlod musikbranchen. Efter at have arbejdet på en General Motors fabrik og deltaget i vækkelsesmøder med gospelmusik, blev Mainer overbevist om, at han skulle genoptage sin karriere som kristen gospelmusiker, og han begyndte at turnere med sin kone. Han fortsatte med at udgive albums indtil 1993.